# La Tour des mensonges
Pour plus de détails, voir Fiche technique et Distribution.
La Tour des mensonges (The Tower of Lies) est un film américain réalisé par Victor Sjöström, sorti en 1925.

## Synopsis
Jan est un fermier suédois, dont la fille Glory, le sauve de la faillite en s'enfuyant vers la grande ville avec leur propriétaire rapace, ce qui conduit Jan à la folie ...

## Fiche technique
- Titre : La Tour des mensonges
- Titre original : The Tower of Lies
- Réalisation : Victor Sjöström
- Scénario : Agnes Christine Johnston (en) et Max Marcin d'après le roman The Emperor of Portugallia de Selma Lagerlöf
- Intertitres : Marian Ainslee et Ruth Cummings
- Production : Irving Thalberg
- Société de production : MGM
- Image : Percy Hilburn
- Direction artistique : James Basevi et Cedric Gibbons
- Pays d'origine :  États-Unis
- Genre : Drame
- Format : Noir et blanc / Couleur - film muet
- Durée : 70 minutes
- Date de sortie :
  - États-Unis : 11 octobre 1925

## Distribution
- Norma Shearer : Glory or Goldie
- Lon Chaney : Jan
- Ian Keith : Lars
- Claire McDowell : Katrina
- William Haines : August
- David Torrence : Eric
- Edward Connelly : Vicaire
- Leo White : Peddler